# Troglopedetes pallidus
Troglopedetes pallidus is een springstaartensoort uit de familie van de Paronellidae. De wetenschappelijke naam van de soort is voor het eerst geldig gepubliceerd in 1907 door Absolon.